# Сомапура Махавихара
Сомапура Махавихара (бенгалски језик санскрт: সোমপুর মহাবিহার, Shompur Môhabihar, што значи "Велики самостан") је будистички самостански комплекс из 8. века п. н. е., који се налази уз модерно село Пахарпур, око 68 км од града Богра у провинцији Наогаону, Бангладеш. Он је један од најпознатијих вихара (будистичких привремених самостана) на Индијском полуострву и једно од најважнијих археолошких локалитета у Бангладешу. Некада је био важно верско и знанствено средиште не само за будисте, већ и за џаинисте и хиндуисте, све до 12. века. Он представља архитектуру једноставних складних линија и прочишћених пластичних декорација, која је снажно утицала на верску архитектуру све до Камбоџе и Јаве. Због тога је уписано на УНЕСКО-в Списак места Светске баштине у Азији и Аустралазији од 1985. године, и од тада је УНЕСКО с 5,6 милиона долара финансирао његову заштиту.

## Историја
Самостански комплекс код Пахарпура је основао индијски владар из династије Пала, Џармапала (770—810.), о чему сведочи печат с натписом: Shri-Shri-Somapura-Dharmapaladeva-Mahavihariyarya-bhiksu-sangghasya који је откривен. Тибетански извори, укључујући преводе Џармакаyавиди и Ратнапрадипа Маџyамака, као и историја Тараната школе и монаха Паг-Сам-Јон-Занга, наводе како је комплекс подигао Џармапалин наследник, Девапала (око 810—850.) након освајања Варендре. Натписи на ступовима наводе пету годину владавине Девапалиног наследника, Махендрапала (око 850—854.) који се ту назива Биксу Ајаyагарба. Паг-Сам-Јон Лонг из Таранатхе наводи како је самостан обновио владар Махипала (око 995—1043).
У 11. веку је самостан уништен и спаљен, вероватно када су краљеви Вармана освојили Вангу и убили последњег краља Карунашримитру. Век касније вихара је обновљена и додан је хиндуистички храм богињи Тари. Током владавине Краљ Сена, у другој половини 12. века, вихара је губила на значају да би била потпуно напуштена у 13. веку када је овим простором завладао ислам.

## Одлике
Комплекс, који покрива више од 11 хектара окружених 5 метара дебелим и 3-5 м високим зидом, се састоји од дивовске средишње ступе око које су грађевине квадратичне основе са 177 монашких ћелија за медитацију. Уоколо се налазе многе друге ступе, светишта различитих величина, а на том месту су пронађене бројне плоче од теракоте, камене скулптуре, натписи, новчићи, керамика и др. Они се чувају у музеју који је изграђен уз локалитет 1957. године.
- Средишњи храм
- Прилаз ступи
- Средишња ступа
- Skulpture u podnožju
- Прилаз ступи